# Фітохорія
Фітохорíя  —  розселення організмів, у якому суттєву безпосередню роль відіграють цілісні рослини або їх частини. Безперечно, ця роль досить-таки пасивна, але зараз очевидно, що без такої взаємодії розселення тисяч видів була б ускладнене або неможливе. Найбільш відома фітохорія у тварин, але вона притаманна також вірусам і, можливо, мікроорганізмам інших груп.
Під фітохорією маються на увазі стосунки, що сприяють розселенню, при яких тварини і рослини:
- знаходяться у безпосередньому фізичному контакті досить тривалий час (тому ситуація, коли бджола відвідала квітку рослини, що вільно дрейфує у ставку, не є прикладом фітохорії);
- рослинний матеріал не зазнав значних змін у складі та структурі (тому не варто шукати ознаки фітохорії у пшеничному борошні, зараженому личинками жука-хрущака).

Фітохорію слід відрізняти від інших феноменів, пов'язаних з розселенням. Наприклад, екскременти ссавців-карпофагів можуть містити неперетравлене насіння з личинками комах всередині. Отже три пари організмів виявляються зв'язаними різними типами розселення: рослини й ссавці — зоохорією; ссавці і комахи — форезією; комахи і рослини — фітохорією.

## Назва
Термін вперше вжито у 1940 році для позначення випадків переміщення вірусів завдяки рослинам — від дав.-гр. φυτόν#Давньогрецька, трансліт. φυτόν]] «рослина» + грец. χωρέω (choreo) — «просуваюсь», «поширююсь». Згодом він потрапив до загальновживаних біологічних словників, а його значення було поширене на розселення рослинами тварин.

## Основні типи фитохорії

### Біологічний рафтинг
У сучасній біогеографії терміном «рафт» (від lang-eng | raft}} – «пліт») називають об’єкти, що дрейфують у водоймах під дією повітряних та водяних струменів. Водяні рафти складаються головним чином з макрофітів або/та водоростей, плаваючої деревини (уламки стовбурів та гілок), окремих листків та плодів тощо. Ці рафти стають субстратом для розселення численних тварин. Обстеження рослинного матеріалу, що вільно дрейфував морськими просторами виявило на поверхні та всередині його понад 1200 видів тварин.
.

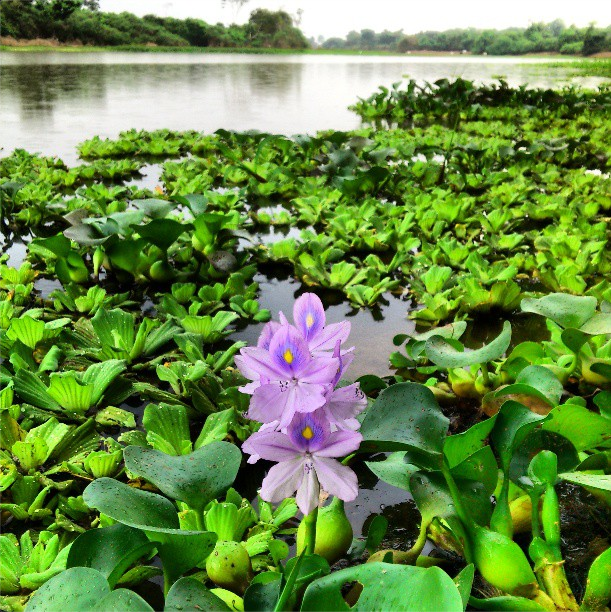
Ось такі рафти — дрейфуючі острови утворює Eichhornia crassipes, водяний гіацинт. Перелік фітохорів, що заселяють усі частини рослини, включає понад 150 видів — одноклітинні організми, ракоподібні, комахи, багатоніжки, павукоподібні, молюски, плоскі та круглі черви, навіть птахи! Серед цього комплексу є споживачі рослин, хижаки, паразити і паразитоїди. На великих рафтах це дозволяє сформуватися досить стабільним, багатовидовим екологічним угрупованням

Фітохорні зв’язки найчастіше формуються у вільно плаваючих макрофітів. Це визначається не лише зі способом життя цих рослин, а ще й їх певними морфо-фізіологічними адаптаціями. Трав’янисті форми з розсіченим листям надають безхребетним кращі умови для харчування та захисту. Фітохори,  позбавлені зябер, тримаються на поверхні води завдяки підвищеній плавучості цих рослин. Здатність утворювати довжелезні пагони і корені роблять рафт великим і стійким до далеких подорожей, а його фрагментація, яка почасти є результатом діяльності «пасажирів», забезпечує швидке збільшення кількості рафтів .
Тварини також мають певні структури і властивості, які полегшують їм розселення шляхом рафтингу. Це  органи прикріплення і водяного дихання, відносно маленькі розміри, підвищена стійкість до голодування й солоності води  та інші. 
Показовим прикладом рафтінгу є взаємодія  гусениці  метелика Cenoloba obliteralis з плодами мангрового дерева авіценнії. Кожен плід   містить проросле насіннячко, а деякі -  ще й гусеницю метелика. Плоди падають у воду, стебельце росте, пробиває оболонку сім'ядолей. Тим часом гусениця потроху з'їдає сім'ядолі і навколо неї утворюється пухірець повітря. Це підвищує плавучість плодів, вони довше тримаються на воді, і течія може віднести їх далеко (до 370 км) від материнського дерева. Взаємна користь фітохорії для розселення обох партнерів очевидна. 

### Віднесені вітром
аає їх
Повітряні течії — важливий природний 
фактор у розселенні рослин (докладніше див. Анемохорія). Вітром розн,
осяться насіння кленів, тополь, кульбаб та ін. Деякі безхребетні тварини, що мешкають у стеблах та плодах, використовують це для власного переміщення. Наприклад, довгоносик ліксус катрановий розвивається в стеблах катрану — рослини з групи перекотиполе. Наприкінці літа — восени вони всихають, коренева шийка під дією вітру обламується і котиться по землі. В цей же час всередині стебла завершують розвиток лялечки та імаго довгоносиків. Жуки вигризають отвори і виходять назовні, і часто це трапляється за кілометр від місця, де попервах зростав кущ катрану.

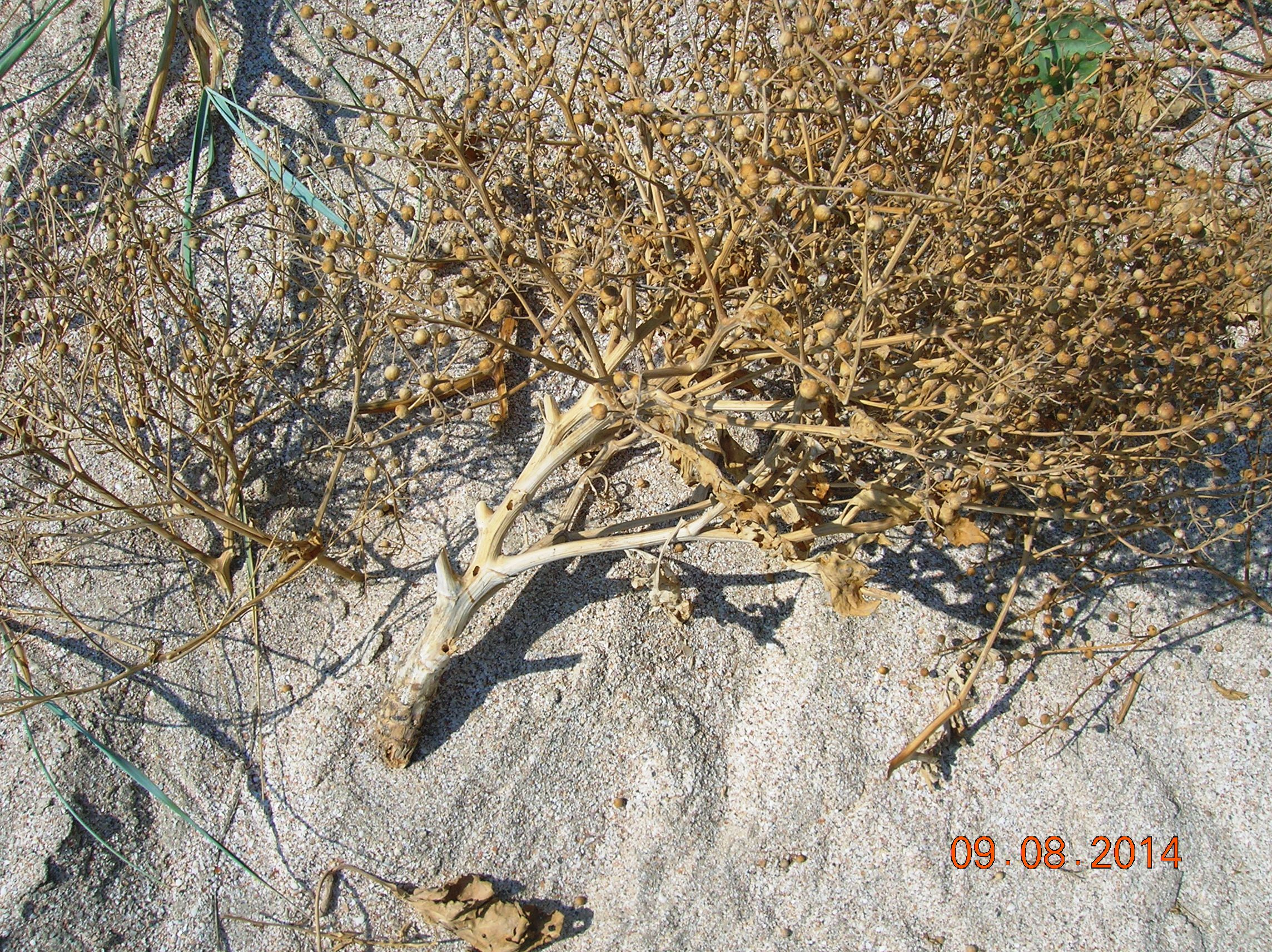
Фрагмент куща катрану (Crambe pontica), унесений вітром. Видно отвори, крізь які виходили дорослі жуки

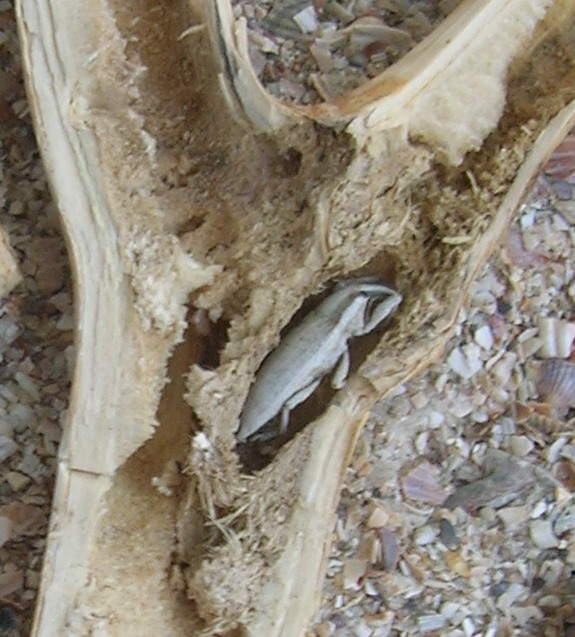
Розріз стебла з жуком всередині

Аналогічним чином в пустелях галиці розселюються всередині сухих плодів, уникаючи небезпечної спеки.

### Хребетні тварини як розселювачі
Хребетні часто-густо харчуються плодами, всередині яких мешкають тварини безхребетні. Так, в раціоні чорних дроздів можуть бути плоди бирючини, у насінині яких розвиваються гусениці метелика листовійки. На гусеницях паразитують їздці-браконіди. Зрештою ці паразитоїди заляльковуються у коконах. Захищені їх щільною оболонкою, лялечки не перетравлюється у кишечнику птаха. Разом з пташиним послідом вони опиняються назовні і з них виводяться дорослі браконіди. За час від споживання плоду до виведення посліду паразит є «пасажиром» швидкокрилого дрозда.

### Розселення внаслідок діяльності людини
Людина здавна, свідомо і несвідомо поширює рослини (розсаду, саджанці, дерева бонсай та рослинні матеріали: насіння, фрукти, овочі, деревину, пакувальні сіно і солому, харчову, лікарську та парфумерну сировину тощо. Це сприяє розселенню тварин, які з ними пов'язані. Технологічні здобутки людини дозволяють цим фітохорам долати тисячі кілометрів і швидко розширювати власні ареали. Наприклад, у 2000 р. численні знахідки жука-точильника, який до тих пір був відомий лише як ендемік Нової Зеландії, зареєстрували на відстані майже 19 000 кілометрів від неї, у Великій Британії (!). у У цій країні серед чужорідних шкідників рослин майже 70 %  складають види, що з'явилися тут саме внаслідок діяльності людини.

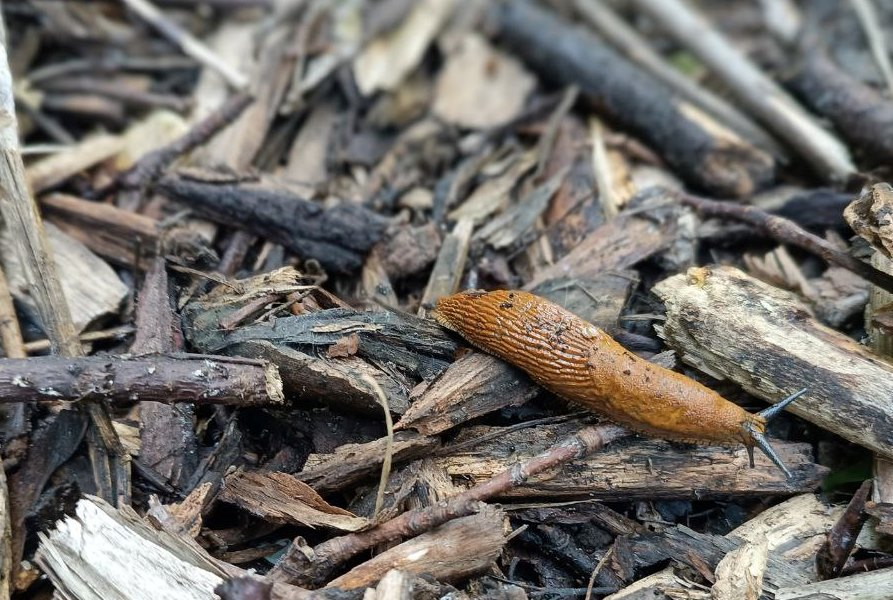
Інвазійний слимак іспанський (Arion vulgaris) на території ботанічного саду імені О. Фоміна у Києві. Вкрай небезпечний шкідник сільського господарства, переносник хвороб людини й тварин. Поширився майже всією Європою, в тому числі й Україною внаслідок транспортування, часом на великі відстані, саджанців, розсади, грунту (Фото В. Николова)

. 

### Інші сценарії
Цілком ймовірно, що фітохорні стосунки також формуються, коли істоти, що розселюються, пов'язані з діаспорами рослин –зоохорів та автохорів, а також з рослинними матеріалами, котрі інші тварини запасають як їжу або збирають для будування собі прихистку.

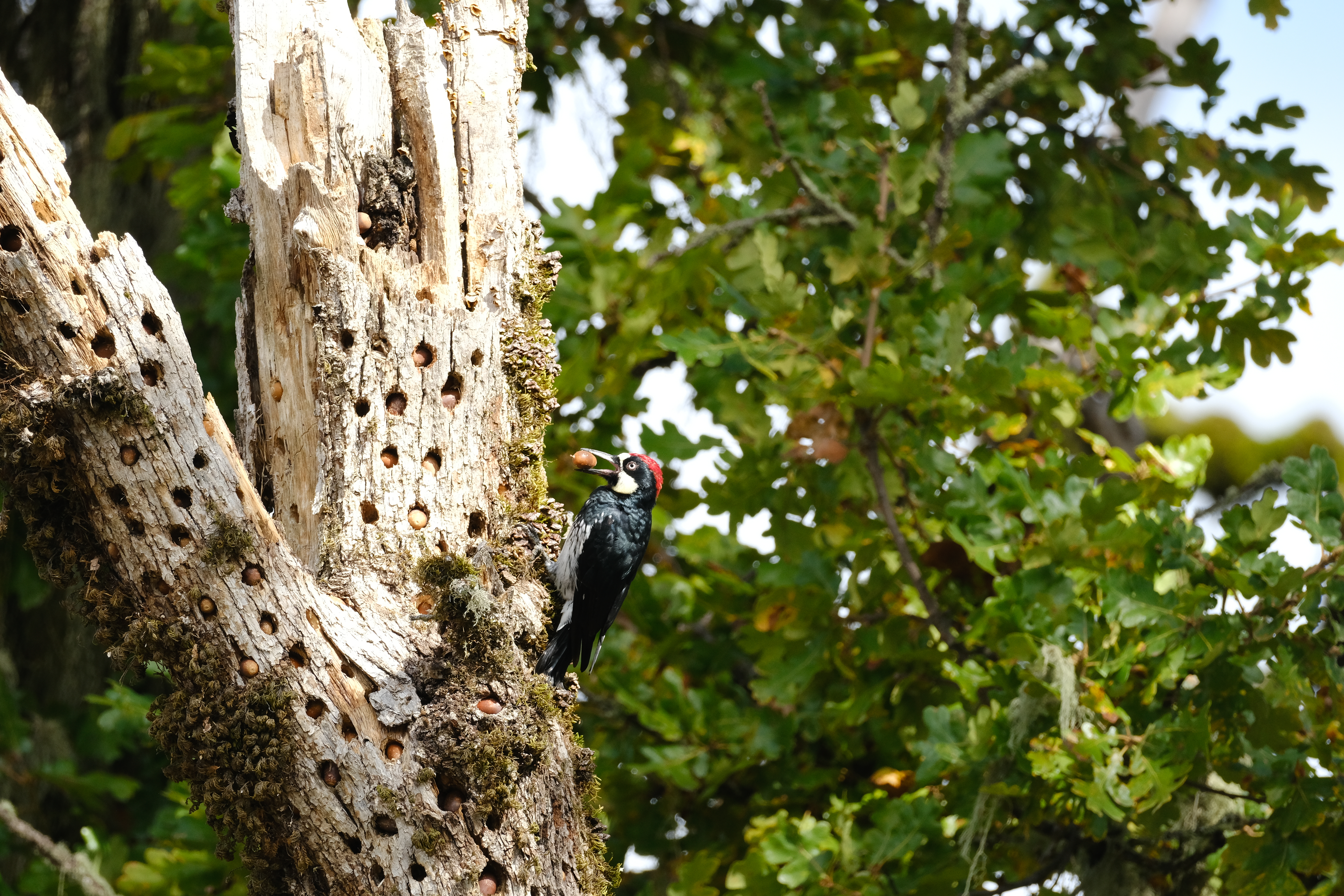
Жолудевий дятел (Melanerpes formicivorus) біля своєї комори з зимовими припасами. Комору облаштував сам птах, повидовбувавши отвори в стовбурі старого дерева. Враховуючи, що до 90 % жолудів мають активних ендобіонтів, фітохорія в таких випадках досить вірогідна

.

## Біологічне значення в житті тварин
Подібно до інших форм розселення, фітохорія підтримує обмін генами і, таким чином, збагачує генофонд популяцій. Використанні «чужих» адаптацій дозволяє заощаджувати власні енергетичні та матеріальні ресурси. Зменшуються втрати від пресу природних ворогів і конкуренції. Безкрилі, малорухомі або сидячі тварини одержують можливість ефективніше розселюватись, часом — на далекі відстані. Разом з тим, обмеженість життєвого простору на рафтах може призводити до зростання щільності популяції, а відтак і до втрат від ворогів та конкурентів. До того ж, формування специфічних фітохорних адаптацій вимагає додаткових витрат.

## Практичне значення
Поглиблені дослідження феномену фітохорії  дозволяють виявити тонкі особливості біології  тварин і рослин. Це може стимулювати прогрес принаймні у чотирьох напрямах.

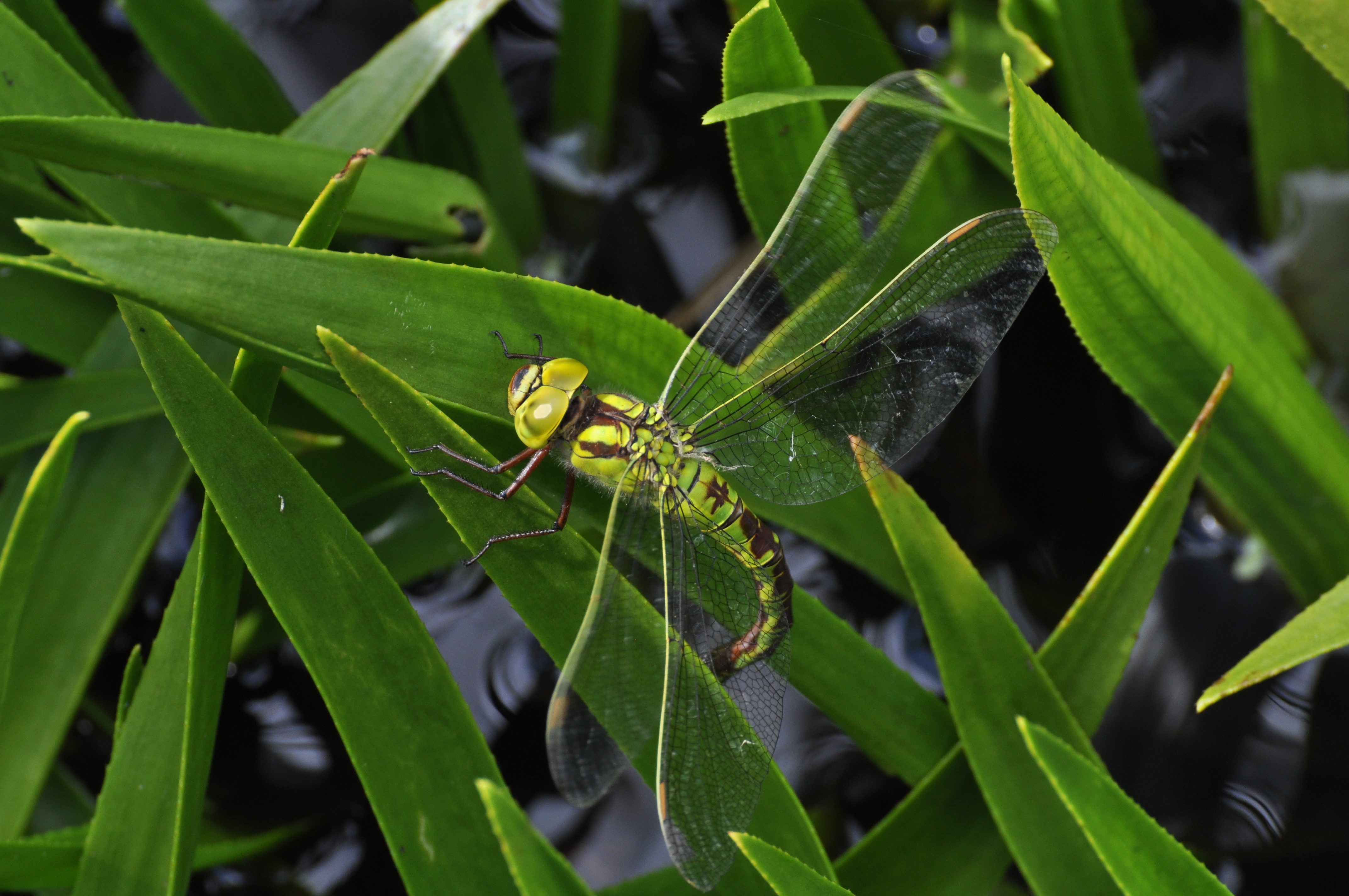
Коромисло зелене (Aeshna viridis) в Європі підлягає особливій охороні. Комаха відкладає яйця у листя лише одного виду водяних рослин — тілорізу (цей процес зображений на фото). Корені його слабкі, короткі, рослина досить часто утворює вільно плаваючі скупчення. Личинки коромисла тримаються у них, ховаючись від хижих риб. Отже, для збереження коромисла необхідна наявність на водоймі умов, оптимальних для обох видів

1. Збереження біорізноманіття, в тому числі в організації та функціонуванні морських та прирічкових резерватів.  Деякі фітохори можуть виявитися інвазійними і мати негативний вплив на екосистеми.
2. Передбачення ефективності програм біологічного контролю за фітохорами — шкідниками культивованих рослин і запобігання поширенню таких видів.
3. Медицина та ветеринарія зацікавлена у інформації про численних комах, черв'яків, молюсків, паразитичних одноклітинних, які пов'язані з вільно плаваючими макрофітами і є збудниками або переносниками небезпечних хвороб людини й тварин.
4. Екологічний менеджмент — лісовий, садово-парковий та водяний;  відновлення біотопів та біотичних угрупувань.

## Цікаві факти
- У довгоносика Bagous hydrillae залялькування і вихід дорослого жука мають відбуватися на суходолі, тоді як личинка мешкає в стеблі вільно плаваючих рослин. Отже, завершуючи розвиток, личинка перегризає його. Новоутворений вкорочений фрагмент рослини звичайно пливе до берега, де личинка полишає стебельце і у ґрунті перетворюється на лялечку[18].
- Каймани полюбляють відкладати яйця на щільні скупчення плаваючої рослинності. Для яєць, крокодилячої малечі, молодих, а подекуди, й дорослих тварин такі місця є прихистком від небезпеки[19]і, між іншим, додатковою можливістю розселення.
- Напівводяний коник Cornops aquaticum (Латинська Америка) мешкає на листі плаваючих рослинах і загалом має зелені покриви. Ймовірно, це відіграє для нього маскувальну роль. Коли ж під час сухого сезону листя стає брунатним, такого ж кольору набуває й коник[20].
- У березні 2011 р. біля берегів Японії сталося потужне цунамі. Величезні маси деревини потрапили тоді у північну частину Тихого океану. П'ять років по тому на узбережжі в США знайшли стовбури двох дерев — 2,4 метри та 13,3 метри завдовжки. Вони здолали понад 7500 кілометрів, перетнувши океан. Дослідники виявили на них японських мідій, корабельних деревоточців, інших молюсків, а також морських жолудів[21].